# مراح الحباس
مراح الحباس (انگلیسی: Marah al-Habas) یک شهرک در شهرستان جزین و در کشور لبنان است.